# Vincenzo Pallotti

Vincenzo Pallotti (1795–1850)
Gemälde von Bruno Zwiener

Vincenzo Pallotti (deutsch auch Vinzenz Pallotti; * 21. April 1795 in Rom; † 22. Januar 1850 in Rom) war ein katholischer Priester und Gründer der „Vereinigung des Katholischen Apostolates“ (Unione Apostolatus Catholici, UAC), die erst 2003 als internationale Vereinigung von Gläubigen kirchlich anerkannt wurde. Innerhalb dieser Vereinigung entstanden noch zu Lebzeiten Pallottis die Schwesterngemeinschaft der Pallottinerinnen und die Pallottiner, eine Gesellschaft apostolischen Lebens. Vinzenz Pallotti wurde an seinem hundertsten Todestag (22. Januar 1950) von Papst Pius XII. seliggesprochen und am 20. Januar 1963 während des Zweiten Vatikanischen Konzils von Papst Johannes XXIII. heiliggesprochen. Sein Fest- und Gedenktag ist der 22. Januar.

## Leben

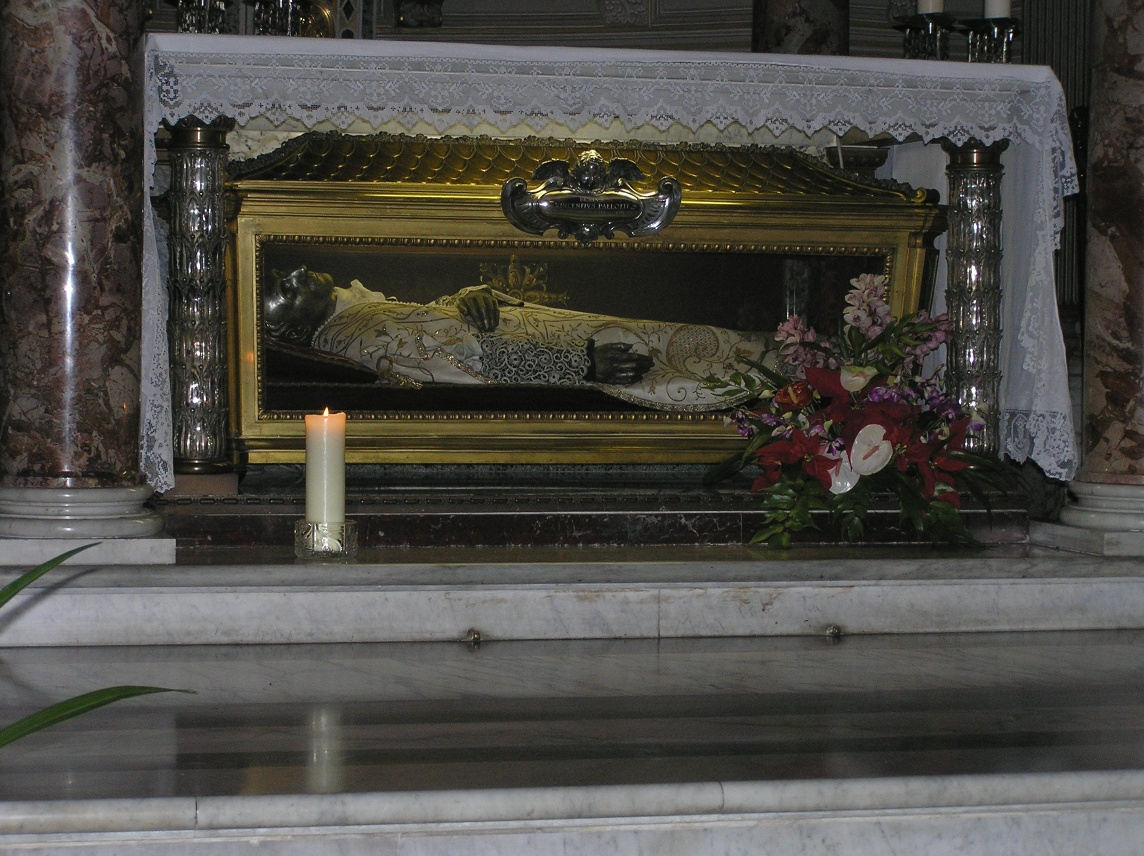
Sarkophag Pallottis in der Kirche San Salvatore in Onda in Rom

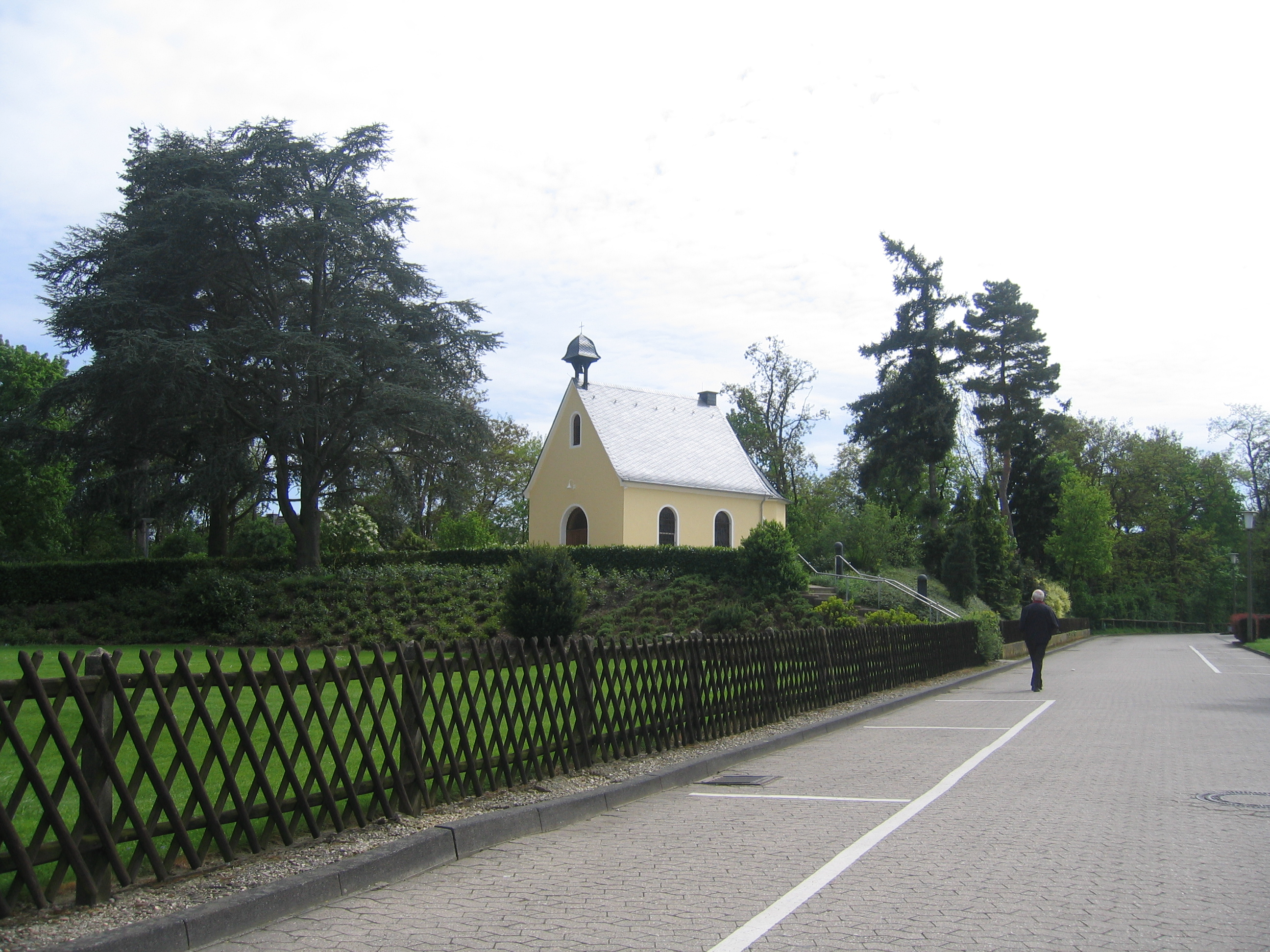
Schulkapelle des Vinzenz-Pallotti-Kollegs Rheinbach

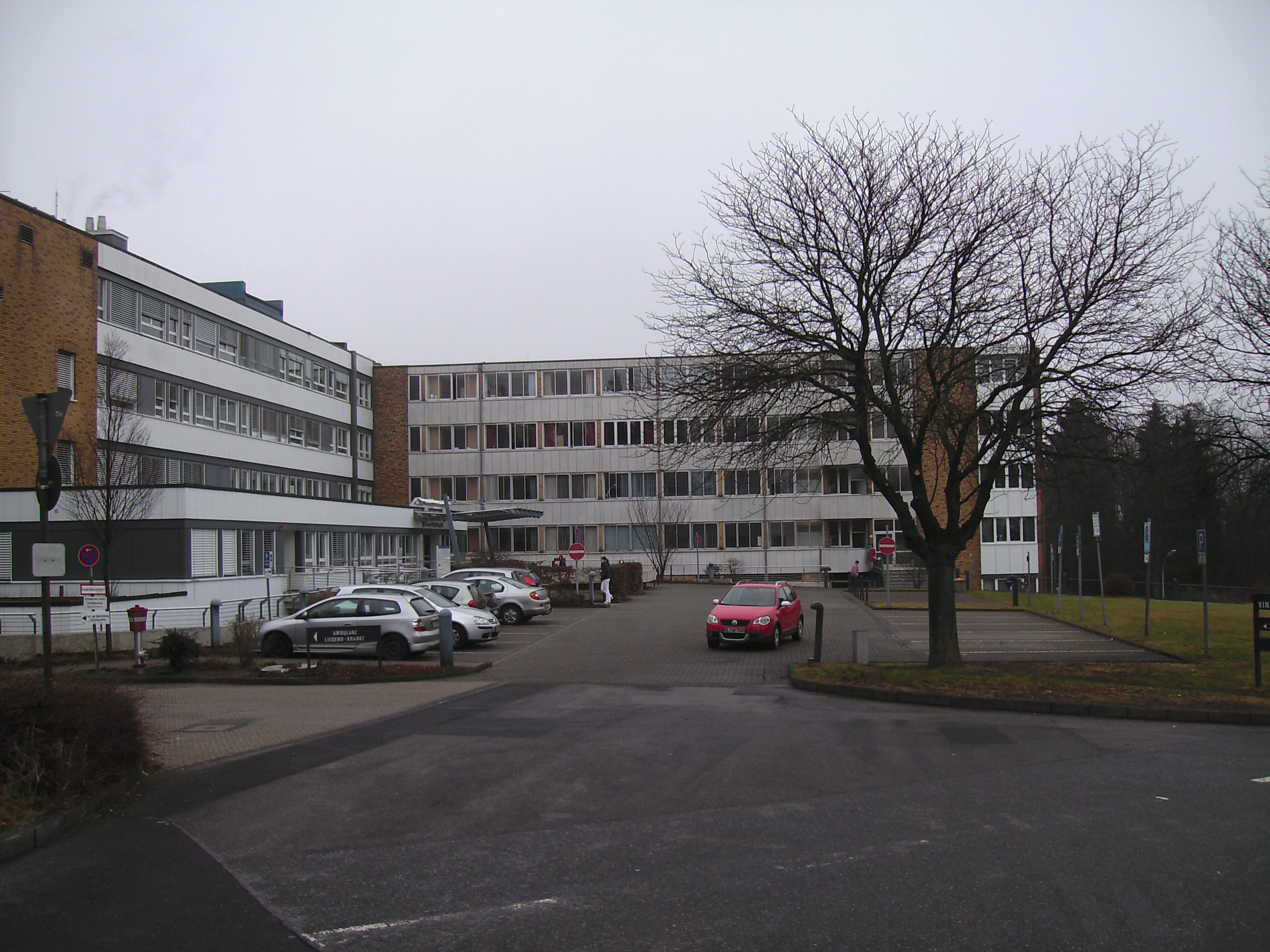
Vinzenz-Pallotti-Hospital in Bergisch Gladbach-Bensberg

Vincenzo Pallotti wurde am 21. April 1795 in Rom als drittes von zehn Kindern geboren und am darauffolgenden Tag in der Kirche San Lorenzo in Damaso getauft. Sein Vater Pietro Paolo Pallotti stammte aus dem umbrischen Dorf San Giorgio di Cascia (nahe Perugia), seine Mutter Maria Maddalena geb. De Rossi war Römerin. Seine Kindheit und Jugendjahre waren von der Frömmigkeit der Familie und dem Zwiespalt zwischen seinem katholischen Milieu und dem sich formierenden säkularen Staat geprägt.
Am 10. Juli 1801 erhielt er die Firmung und 1805 die Erste Kommunion, verbunden mit dem damals unüblichen Privileg, täglich statt nur an den Sonn- und kirchlichen Festtagen an der Kommunion teilzunehmen. Er besuchte die Schule bei den Piaristen von San Pantaleo und dann das Collegium Romanum, das wegen der Unterdrückung der Jesuiten seit 1870 als staatliches Lyceum von Weltgeistlichen geführt wurde. Er begann 1814 das Studium an der römischen Universität La Sapienza in klassischen, neueren und orientalischen Sprachen, erwarb 1818 die Laurea in Theologie und Philosophie und versah anschließend Lehraufgaben als Repetitor.
Bereits 1815 hatte er gegenüber seinem Beichtvater das Gelübde abgelegt, sein Leben in Keuschheit, Armut und Gehorsam, den drei monastischen Tugenden, zu verbringen. Am 20. September 1817 wurde er zum Diakon geweiht und am 16. Mai 1818 empfing er in der Lateranbasilika die Priesterweihe. Er engagierte sich in der Armen- und Jugendseelsorge und gab schließlich seine wissenschaftliche Lehrtätigkeit auf, um die Rektoratsstelle von Spirito Santo dei Napoletani in der Via Giulia im Viertel Regola anzunehmen und sich ganz pastoralen Aufgaben und der Erneuerung des religiösen Lebens zu widmen. Er war neben seinen vielfältigen Initiativen ein gefragter Beichtvater in zahlreichen Pfarreien und auch in Häusern des römischen Adels und wurde seit 1827 als Spiritual mit der religiösen Betreuung der Studenten am Collegium Romanum und mehreren anderen Seminaren betraut, unter anderem seit 1833 am Collegium Urbanum der Propaganda Fide Kongregation.
1835 rief er die Vereinigung des Katholischen Apostolats (Unione Apostolatus Catholici, UAC) ins Leben, in der Menschen aller Lebensstände (Priester, Ordensleute und Laien) sich apostolischen Aufgaben widmen sollten. Die von Papst Gregor XVI. zunächst unterstützte Vereinigung, die ihre volle Anerkennung erst 2003 durch Johannes Paul II. erhielt, gewann bald zahlreiche Mitglieder unter den römischen Laien, in verschiedensten Klöstern und dem Klerus bis hinauf an die Spitze der kirchlichen Hierarchie.
Nach dem Ausbruch der Cholera von 1837 gründete Pallotti in einem ehemaligen Studentenwohnheim in Borgo Sant’Agata dei Goti in Rom ein Heim für verwaiste und obdachlose Mädchen. Es wurde zum Ausgangspunkt für den von Pallotti 1838 gegründeten und 1935 von Pius XI. approbierten weiblichen Zweig der Gemeinschaft (Schwestern des Katholischen Apostolates, Congregatio Sororum Apostolati Catholici, Ordenskürzel CSAC).
1846 gründete Vinzenz Pallotti die Priester- und Brüdergemeinschaft, die ein Leben in Gemeinschaft führt. Die Mitglieder weihen sich – ohne Gelübde – Gott und versprechen der Gemeinschaft Ehelosigkeit um des Himmelreiches willen, Armut, Gehorsam, Beharrlichkeit, Gütergemeinschaft und selbstlosen Dienst in der Liebe Christi.
Seit 1891 traten in ein Missionskolleg der Gemeinschaft in Rom deutsche Frauen ein, die Interesse hatten, in die den Pallottinern übertragene Kamerun-Mission zu gehen. Die neue Aufgabe machte bald eine Neugründung in Deutschland notwendig, was 1895 in Limburg an der Lahn gelang. Bald entwickelte sich daraus eine eigene Gemeinschaft, die 1899 M. Felizitas Massenkeil zur ersten Generaloberin wählte. Diese Missionsschwestern vom Katholischen Apostolat (Ordenskürzel SAC) wurden 1964 als Kongregation päpstlichen Rechts anerkannt; heute haben sie ihr Generalat in Rom.
Von Pius IX., der den Anspruch auf ein gemeinschaftliches „Apostolat“ von Priestern und Laien ablehnte, wurde die Gemeinschaft in „Fromme Missionsgesellschaft“ (Pia Societas Missionum, PSM) umbenannt. Erst 1947 konnte sie wieder ihren Namen „Gesellschaft des Katholischen Apostolates“ (Societas Apostolatus Catholici) annehmen. Ihr Generalat steht neben der Kirche San Salvatore in Onda, Rom, die Vinzenz Pallotti übertragen worden war, wo Pallotti auch starb.
Ihm zu Ehren wurde die Stadt Vicentina im brasilianischen Bundesstaat Mato Grosso do Sul benannt.

## Zitate
- „Wir sind alle verpflichtet, uns gegenseitig zu helfen, den Himmel zu erlangen.“
- «Suchen Sie Gott, und Sie werden ihn finden. Suchen Sie Gott in allen Dingen, und Sie werden ihn in allem finden. Suchen Sie ihn immer, und Sie werden ihn immer finden.»
- «Wir müssen Gott einatmen und Gott ausatmen, Gottes Gegenwart ausstrahlen.»
- «Vernunft und Erfahrung beweisen, daß das Gute, das vereinzelt getan wird, spärlich, unsicher und von kurzer Dauer ist und daß selbst die hochherzigsten Bemühungen einzelner zu nichts Großem führen, wenn sie nicht vereint und auf ein gemeinsames Ziel hingeordnet sind.»

## Werke (Auswahl)
Werkausgaben, Sammelwerke
- Francesco Moccia (Hrsg.): Opere Complete. Rom 1962–1997 (13 Bde.)
- Bruno Bayer (Hrsg.): Opere Complete Lettere. Rom 1995–2010 (8 Bde.)
- Bruno Bayer, Josef Zweifel (Hrsg.): Ausgewählte Schriften. 3. Aufl. Pallotti-Verlag, Friedberg 1999, ISBN 3-87614-050-1.

Einzelne Werke
- Ansgar Faller (Hrsg.): Gott, die unendliche Liebe („Iddio, l'amore infinito“). Pallotti-Verlag, Friedberg 1981, ISBN 3-87614-041-2.
- Hunger und Durst nach Gott. Gedanken für jeden Tag aus den Schriften des Heiligen. Pallotti-Verlag, Friedberg 1988, ISBN 3-87614-054-4 (früherer Titel Wege zu Gott).
- Die Grundregeln der Gesellschaft des Katholischen Apostolates. Pallotti-Verlag, Friedberg 1987, ISBN 3-87614-051-X.

## App
- Pater Andy Givel, Stephan Sigg: Pallotti-App. 2013.